# Małgorzata Trybańska
Małgorzata Trybańska (née le 21 juin 1981 à Varsovie) est une athlète polonaise, spécialiste du triple saut.
Elle détient le record de Pologne avec 14,44 m réalisés à Barcelone 2010. C'est la sœur du joueur polonais de NBA Cezary Trybański.